# Cavendishia pubescens
Cavendishia pubescens är en ljungväxtart som först beskrevs av Carl Sigismund Kunth, och fick sitt nu gällande namn av William Botting Hemsley. Cavendishia pubescens ingår i släktet Cavendishia och familjen ljungväxter. Inga underarter finns listade i Catalogue of Life.